# Vietato morire
Vietato morire è il secondo album in studio del cantautore italiano Ermal Meta, pubblicato il 10 febbraio 2017.

## Descrizione
Contiene nove brani inediti, tra cui il singolo omonimo presentato al Festival di Sanremo 2017 e classificatosi terzo posto, oltre ad essere stato riconosciuto con il premio Premio della Critica. L'album presenta inoltre un secondo disco contenente tutti i brani presenti nel precedente album in studio Umano.
Il 10 novembre 2017 il cantante ha pubblicato un'edizione deluxe dell'album, contenente un terzo disco (denominato Voodoo Play) e un libretto fotografico con scatti realizzati durante il tour promozionale dell'album.

## Accoglienza
| Recensione       | Giudizio |
| ---------------- | -------- |
| All Music Italia | 8,5/10   |
| Rockol           | 7/10     |

Fabio Fiume di All Music Italia ha definito Vietato morire «un disco completo» attraverso cui l'artista ha «un mondo da raccontare, [...] con la capacità di saperlo fare», mentre i brani «affrontano la musica pop con padronanza, tenendo a debita distanza noia e sbadigli ed armandosi» in cui le «aperture vocali» del cantante sorprendono. Fiume apprezza particolarmente il brano Piccola anima con Elisa, in cui i due artisti «giocano tra vocalizzi».
Mattia Marzi di Rockol scrive che «le canzoni sono tutte legate al pezzo sanremese», attraverso il racconto della «vita che va preservata, non messa in pericolo». Marzi definisce le tracce «eterogenee», suddivise tra «sonorità acustiche e scarne» e «canzoni più prodotte e dai suoni più elettronici», che nel complesso presentano «testi chiari, melodie semplici, ritornelli orecchiabili» che «non hanno pretese importanti se non quella di arrivare a quanta più gente possibile».

## Tracce
Testi e musiche di Ermal Meta, eccetto dove indicato
CD 1
1. Vietato morire – 3:31
2. Ragazza paradiso – 3:39
3. Piccola anima (feat. Elisa) – 3:41
4. Bob Marley – 3:00
5. La vita migliore (feat. Vicio) – 3:26 (Ermal Meta, Luca "Vicio" Vicini)
6. New York – 3:14 (Ermal Meta, Marco Montanari)
7. Voodoo Love – 3:52 (Ermal Meta, Roberto Cardelli)
8. Rien ne va plus – 3:03
9. Voce del verbo – 6:13

CD 2
1. Odio le favole – 3:24
2. Gravita con me – 3:54
3. Pezzi di paradiso – 3:28
4. A parte te – 4:38 (Ermal Meta, Dario Faini)
5. Umano – 3:56
6. Volevo dirti – 3:21
7. Bionda – 3:18
8. Lettera a mio padre – 3:53
9. Schegge – 5:22

7" bonus nell'edizione LP
- Lato A

1. Voodoo Love (feat. Jarabe de Palo) – 3:50 (Ermal Meta, Roberto Cardelli)

- Lato B

1. Amara terra mia – 3:19 – originariamente interpretata da Domenico Modugno

Voodoo Play – CD bonus nell'edizione deluxe
1. Vietato morire (Alternative Version) – 3:37
2. Voodoo Love (feat. Jarabe de Palo) – 3:50 (Ermal Meta, Roberto Cardelli)
3. Amara terra mia – 3:19 – originariamente interpretata da Domenico Modugno
4. Volevo dirti (Live) – 5:33
5. Bob Marley (Live) – 3:06
6. Voce del verbo (Live) – 6:32
7. Rien ne va plus (Live) – 3:15
8. New York (Live) – 3:35
9. A parte te (Live) – 5:21

## Formazione
Musicisti
- Ermal Meta – arrangiamento e voce, cori e sintetizzatore (eccetto traccia 6), basso (tracce 1, 5 e 8), pianoforte (tracce 1, 2 e 9), chitarra (tracce 1-5, 7 e 8), composizione strumenti ad arco (traccia 3), programmazione (tracce 4, 7 e 9), cajón (traccia 7), strumenti ad arco e campionatore (traccia 9)
- Emiliano Bassi – batteria (tracce 1-5)
- Feyzi Brera – strumenti ad arco (tracce 1, 3, 6)
- Andrea Vigentini – cori (traccia 1)
- Roberto Cardelli – arrangiamento e sintetizzatore (tracce 2, 4, 5 e 7), soundscape (traccia 2), pianoforte e programmazione (traccia 7), campionatore (traccia 9)
- Matteo Bassi – basso (tracce 2-4, 7)
- Elisa – voce aggiuntiva (traccia 3)
- Luca "Vicio" Vicini – arrangiamento, sintetizzatore e programmazione (traccia 5)
- Marco Montanari – chitarra acustica (traccia 6)
- Karem Brera – strumenti ad arco (traccia 6)
- Cristian Milani – arrangiamento (traccia 8)
- Giordano Colombo – batteria (traccia 8)
- Giulia Riboli – theremin (traccia 9)

Produzione
- Ermal Meta – produzione, registrazione presso lo Stone Room Studio
- Roberto Cardelli – registrazione presso lo Stone Room Studio, produzione (tracce 2-5, 7 e 9)
- Simone Bertolotti – registrazione batteria presso il White Studio (eccetto tracce 1 e 8)
- Giordano Colombo – registrazione batteria presso gli Auditoria Records (tracce 1 e 8), registrazione pianoforte e chitarra acustica presso gli Auditoria Records (traccia 3)
- Cristian Milani – missaggio, produzione (traccia 8)
- Stefano Salonia – assistenza tecnica
- Antonio Baglio – mastering

## Classifiche

### Classifiche settimanali
| Classifica (2017) | Posizione massima |
| ----------------- | ----------------- |
| Italia            | 1                 |

### Classifiche di fine anno
| Classifica (2017) | Posizione |
| ----------------- | --------- |
| Italia            | 18        |